# Намукулу
Намукулу (англ. Namukulu) — одне з чотирнадцяти сіл Ніуе. Населення становить 11 осіб (перепис 2017 року), це найменше село на острові.

## Географія
Село розташоване приблизно за 5 кілометрів від Алофі і лежить між селами Туапа і Хікутаваке. Є єдиний курорт Namukulu Cottages & Spa.

## Туризм
У селі розташований один із найпопулярніших туристичних напрямків на острові Ніуе — Басейни Ліму.